# Agnita
Agnita (węg. Szentágota, niem. Agnetheln) – miasto w Rumunii, nad rzeką Hârtibaciu, w okręgu Sybin. Liczy 10 988 mieszkańców, zajmuje około 100 km² powierzchni. Merem jest Radu Crucean.